# Emmanuel Mathias
Emmanuel Mathias (ur. 3 kwietnia 1986 w Kadunie) – togijski piłkarz grający na pozycji prawego obrońcy.

## Kariera klubowa
Mathias urodził się w nigeryjskim mieście Kaduna. Karierę piłkarską rozpoczął w klubie BCC Lions FC z miasta Gboko. W 2003 roku przeszedł do togijskiego Étoile Filante de Lomé. W 2003 roku zadebiutował w jego barwach w pierwszej lidze togijskiej i grał w nim do 2005 roku. W połowie 2005 roku odszedł do tunezyjskiego Espérance Tunis. W 2006 roku wywalczył mistrzostwo Tunezji oraz zdobył Puchar Tunezji. W latach 2006-2009 grał w innym tunezyjskim zespole, EGS Gafsa.
Latem 2009 roku Mathias został zawodnikiem izraelskiego Hapoelu Petach Tikwa. W pierwszej lidze izraelskiej zadebiutował 22 sierpnia 2009 w wygranym 2:1 wyjazdowym meczu z Maccabi Ahi Nazaret.
W latach 2012-2013 Mathias występował w nigeryjskim Heartland FC, z którym w sezonie 2012 zdobył Puchar Nigerii. W sezonie 2013/2014 był zawodnikiem południowoafrykańskiego Mamelodi Sundowns FC, który wywalczył mistrzostwo kraju. W latach 2014-2015 grał w zambijskim ZESCO United. W sezonie 2014 sięgnął z nim po dublet - mistrzostwo i Puchar Zambii, a w sezonie 2015 - po mistrzostwo. W sezonie 2015/2016 był graczem południowoafrykańskiego Platinum Stars FC, a w latach 2017-2018 zambijskiego Lusaka Dynamos, w którym zakończył karierę.

## Kariera reprezentacyjna
W reprezentacji Togo Mathias zadebiutował w 2005 roku. W 2006 roku został powołany do kadry Togo na Puchar Narodów Afryki 2006. Na tym turnieju wystąpił we 2 spotkaniach: z Demokratyczną Republiką Konga (0:2) i z Kamerunem (0:2). Od 2005 do 2014 wystąpił w kadrze narodowej 12 razy i strzelił 1 gola.